# Poecilia sphenops
Poecilia sphenops, às vezes popularmente conhecido como Molinésia Negra ou Molinésia Preta, é uma das diversas variedades de molinésias existentes, como indicado pelo seu nome possui o corpo predominantemente na cor preta. É um peixe ornamental muito comum no aquarismo possui diferentes conformações corporais originando diversas subdivisões como a Molinésia Negra Balão e a Molinésia Negra Cauda de Lyra. São animais vivíparos, sendo a reprodução relativamente fácil com uma gestação com duração de 3 a 4 semanas, quando então os filhotes nascem completamente formados. Quando adultos, os machos apresentam aproximadamente 8 centímetros de comprimento e as fêmeas 12 centímetros de comprimento.

## Distribuição e diversidade
Originárias do México ao norte da Venezuela e Colômbia, com populações isoladas em algumas partes das ilhas do Caribe. Esses peixes são encontradas em rios, lagos e estuários, preferindo zonas litorais de baixas altitudes com temperaturas entre 18ºC e os 28°C. Apresentam elevada resistência a salinidade, o que possibilita encontrá-las em ambientes com uma pequena concentração de sais, como a foz dos rios.
Essas populações da espécie também foram introduzidas, em alguns outros países, como Estados Unidos, Japão, Cingapura e até partes da Europa Oriental.

## Descrição
Poecilia sphenops exibem dimorfismo sexual. Enquanto as fêmeas são maiores, e possuem um abdômen mais arredondado e sua barbatana anal tem um formato de um leque sem ser pontiaguda, os machos são menores, mais coloridos e possuem uma barbatana anal pontiaguda conhecida como gonopódio. O comprimento desses peixes podem chegar de 7,5 centímetros de comprimento até 8 centímetros de comprimentos para os machos, e podem chegar até 12 centímetros de comprimento para as fêmeas.
Uma variedade selvagem da molinésia comum são caracterizadas por uma coloração prateada opaca, com pontos pretos dispersos em sua pele. Os peixes desta espécie são caracterizadas por uma ampla variedade de cores, sendo principalmente prata, preto e amarelo-laranja.

## Alimentação
Os peixes dessa espécie são onívoros, e se alimentam principalmente de algas e outros vegetais, também de zoobentos e detritívoros como as larvas dos mosquitos, que acabam contribuindo para a sua dieta. A alimentação desses peixes ocorre de forma independente.
Os filhotes desses peixes, nos seus primeiros dias, costumam se alimentar através dos sacos vitelinos, e posteriormente podem ser alimentados com ração de peixes adultos trituradas em ambientes de aquário.

## Reprodução
As molinésias negras são vivíparas. O período de gestação desses peixes pode variar de 3 a 4 semanas, dependendo da temperatura do ambiente. Esses peixes produzem a cada gestação cerca de 10 a 140 filhotes vivos, também variando o número produzido a partir da maturidade e tamanho da fêmea. Os machos dessa espécie costumam levantar suas barbatanas dorsais para confrontar ou desafiar os machos rivais ameaçadores, tentando impressionar e atrair as suas parceiras em potencial, e usam também o dorsal colorido e suas barbatanas caudais como uma característica sexual secundária para atrair as fêmeas.
A fertilização dessa espécie ocorre internamente através das barbatanas anais pontiagudas dos machos, sendo os gonopódios. As fêmeas são capazes de armazenar os espermatozoides dos machos para fertilizar em várias ocasiões ao longo do ano.

## Aquário

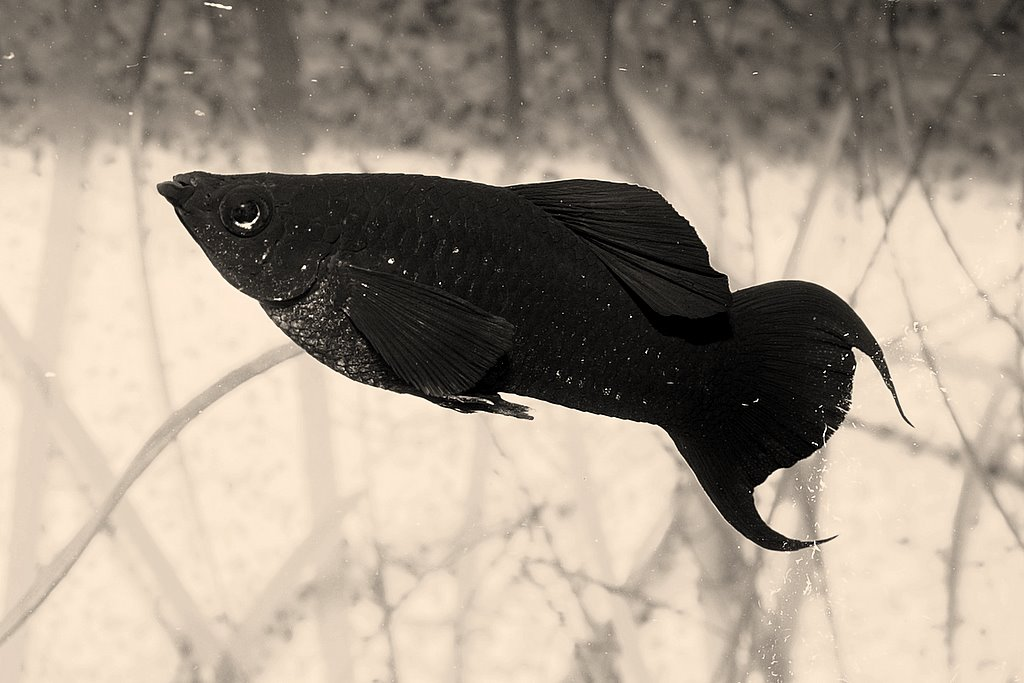
Molinésia Negra Cauda de Lyra

Esses peixes são ideais para um aquário comunitário, mesmo tendo um comportamento variando para cada peixe, mas seus companheiros precisam tolerar as condições de água sendo de água alcalina dura ou salobra.
Mas esses peixes apresentam um grau de agressividade na presença de outras espécies agressivas ou quando o aquário está superlotado.
No ambiente do aquário, o ideal seria manter a temperatura entre os 18ºC e os 28ºC, o pH da água ideal seria entre 7,5 a 8,2, sendo que a dureza da água entre 11 a 30, que acabam influenciando o crescimento da espécie. Os filhotes desses peixes nesse ambiente podem ser comidos pelos peixes adultos, a menos que sejam isolados, ou se escondam em plantas e decorações.